# Astragalus urmiensis
Astragalus urmiensis är en ärtväxtart som beskrevs av Aleksandr Andrejevitj Bunge. Astragalus urmiensis ingår i släktet vedlar, och familjen ärtväxter. Inga underarter finns listade i Catalogue of Life.